# 白いプリン
白いプリン（しろいプリン）は、リクルートの旅行雑誌である『北海道じゃらん』の提唱によって北海道で製造販売される地産地消型牛乳プリンの統一名称である。
北海道産牛乳の消費拡大を目的として『北海道じゃらん』（提唱当時は『じゃらん北海道発』）が掲げた「白いプリン大作戦」より誕生したもので、賛同した北海道内の製菓企業や飲食店がそれぞれオリジナリティを生かした製品を開発、製造販売している。北海道じゃらんの提唱する「白いプリン」には一定の条件が設けられている。

## 白いプリンの条件
下記の3条件が設定されている。
- 商品名は「白いプリン」とし、プリン本体の色は「白」とすること。
- 必ず北海道産の牛乳を使用すること。その他の材料については自由だが、可能な限り北海道産の食材を使用することが求められている。
- 必ず北海道内で生産すること。

カラメルシロップを付けるかどうかなどのアレンジや容器の形状、価格設定などは自由である。
ただし、「白いプリン」は商標ではないため、上記の条件を満たさないプリンの商品名に用いられることもある。

## 賛同企業
北海道内の製菓企業約40社以上から販売されていた。
- 北菓楼
- 石屋製菓
- 六花亭
- きのとや
- 牧家
- 柳月
- 野口観光
- セイコーマート
- 壺屋総本店（生産終了）